# Scott Franklin (homme politique)
Pour les articles homonymes, voir Scott Franklin.
Clifford Scott Franklin, né le 23 août 1964 à Thomaston (Géorgie), est un homme politique américain. Membre du Parti républicain, il est élu à la Chambre des représentants des États-Unis en 2020.

## Biographie

### Jeunesse et carrière professionnelle
Scott Franklin est originaire de Thomaston en Géorgie. Sa famille emménage dans la région de Lakeland en Floride lorsqu'il est adolescent.
Diplômé de l'Académie navale d'Annapolis en 1986, il sert dans la United States Navy jusqu'en 2000,. Durant sa carrière, il pilote notamment des Lockheed S-3 Viking. Il reste réserviste de la Navy jusqu'en 2012.
Alors qu'il est militaire, il obtient en 1994 un MBA de l'université aéronautique Embry-Riddle. Après l'armée, Scott Franklin dirige une agence d'assurance d'une soixantaine d'employés, Lanier Upshaw. Il revend Lanier Upshaw en janvier 2020, mais reste directeur de l'agence,.

### Engagement politique
Scott Franklin est élu au conseil municipal de Lakeland en 2017, lors d'une élection non partisane. En 2018, il devient donc commissioner (commissaire) du district sud-est de Lakeland pour un mandat de quatre ans. Il démissionne de son mandat en mars 2020, pour se présenter à la Chambre des représentants des États-Unis.

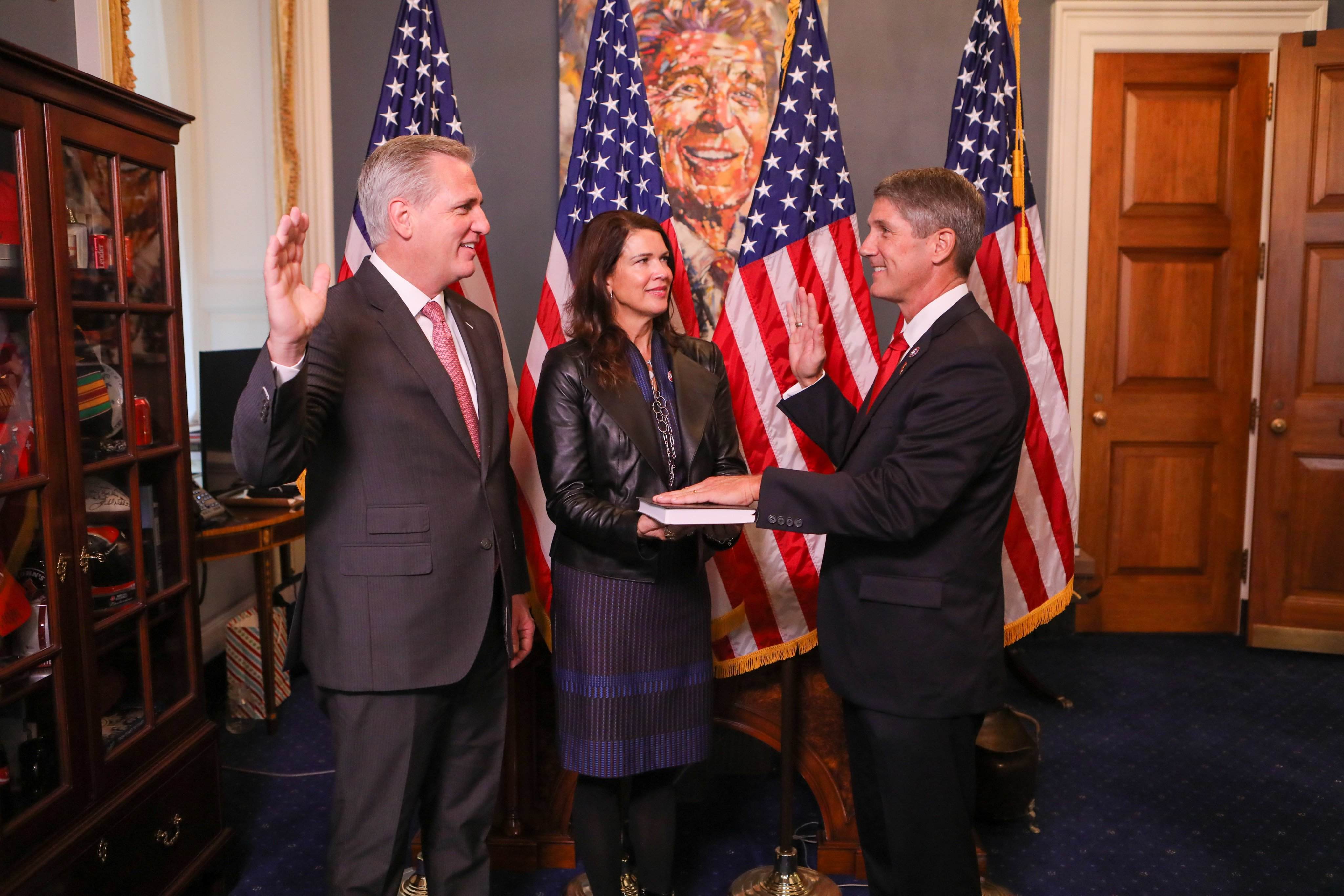
Scott Franklin prêtant serment devant son épouse et Kevin McCarthy en 2021.

Lors des élections de 2020, Scott Franklin se présente en effet au Congrès dans le 15e district de Floride. Le district s'étend de Clermont aux banlieues de Tampa, en passant par Lakeland. Durant la primaire républicaine, Scott Franklin affronte le représentant sortant Ross Spano, qui fait l'objet d'enquêtes pour avoir violé les règles de financement des campagnes électorales lors de son élection en 2018. Il reçoit le soutien de plusieurs élus locaux, inquiets que la circonscription historiquement républicaine bascule en faveur des démocrates en raison des enquêtes contre Ross Spano. Scott Franklin remporte la nomination républicaine avec environ 51 % des suffrages. Il est élu représentant des États-Unis en novembre 2020 en rassemblant plus de 55 % des voix face au journaliste démocrate Alan Cohn.